# Парламентские выборы во Франции (1978)
Парламентские выборы 1978 года во Франции состоялись 12 и 19 марта. На них было избранo шестоe Национальное собрание Пятой республики.

## Контекст выборов и их последствия
Президент Франции Жорж Помпиду умер 2 апреля 1974 года. На его место был избран правоцентрист Валери Жискар д'Эстен. Так как большинство в Национальном собрании принадлежало голлистам (UDR), премьер-министром стал голлист Жак Ширак. Однако, центристские взгляды президента и его желание строить современное либеральное общество вызвало конфликт с консерваторами и Жак Ширак подал в отставку в августе 1976. 
Через три месяца голлистская партия UDR была заменена на Объединение в поддержку республики (RPR). Таким образом, несмотря на то, что голлисты имели большинство, Жак Ширак критиковал президента и его премьер-министра Раймона Баррa. В ответ центристы образовали Союз за французскую демократию (фр. Union pour la démocartie française, UDF), который включал федерацию неголлистского центра.
В то время как правые силы были разделены и экономическая ситуация ухудшилась, Союз левых, состоящий из социалистов и коммунистов, выиграл выборы. Однако, они не смогли выработать Общую программу. Вопреки прогнозам, президентское большинство RPR и UDF получило лишь относительно небольшое преимущество. Раймон Барр вновь стал премьер-министром.

## Результаты

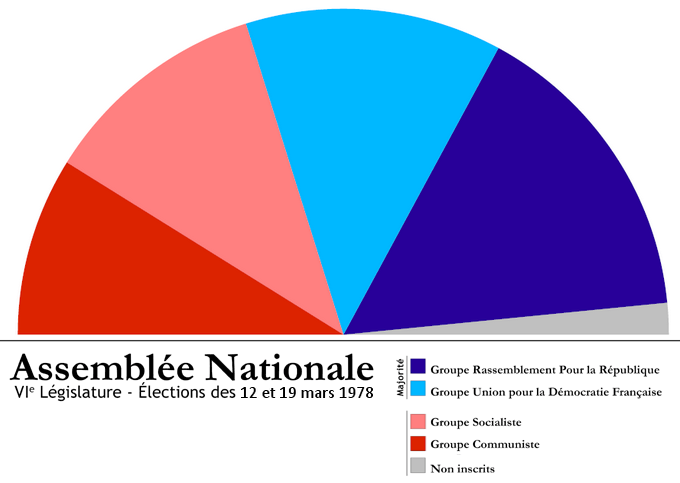
Распределение голосов по партиям.

| Партии и коалиции                            | Партии и коалиции                                                     | Сокр. | Голоса (тур 1) | % (тур 1) | Места (тур 2) |
| -------------------------------------------- | --------------------------------------------------------------------- | ----- | -------------- | --------- | ------------- |
|                                              | Объединение в поддержку республики (Rassemblement pour la République) | RPR   | 6 462 462      | 22.6      | 148           |
|                                              | Союз за французскую демократию (Union pour la démocratie française)   | UDF   | 6 128 849      | 21.5      | 137           |
|                                              | Прочие правые                                                         | DVD   | 684 985        | 2.4       | 6             |
|                                              | Всего Президентское большинство (Правые)                              |       | 13 276 296     | 46.5      | 291           |
|                                              | Социалистическая партия (Parti socialiste)                            | PS    | 6 451 151      | 22.6      | 103           |
|                                              | Французская коммунистическая партия (Parti communiste français)       | PCF   | 5 870 402      | 20.5      | 86            |
|                                              | Движение левых радикалов (Mouvement des radicaux de gauche)           | MRG   | 603 932        | 2.1       | 10            |
|                                              | Объединённая социалистическая партия (Parti socialiste unifié)        | PSU   | 348 527        | 1.2       | 1             |
|                                              | Всего «Союз левых»                                                    |       | 13 274 012     | 46.5      | 200           |
|                                              | Прочие                                                                |       | 710 531        | 0.9       | -             |
|                                              | Экологисты                                                            | ECO   | 621 100        | 2.1       | -             |
|                                              | Крайне левые                                                          |       | 604 561        | 2.1       | -             |
|                                              | Национальный фронт (Front national)                                   | FN    | 82 743         | 0.3       | -             |
|                                              | Всего                                                                 |       | 28 569 243     | 100       | 491           |
| Не участвовало: 17.2% (тур 1); 15.3% (тур 2) |                                                                       |       |                |           |               |